# Danh sách thành phố Bhutan

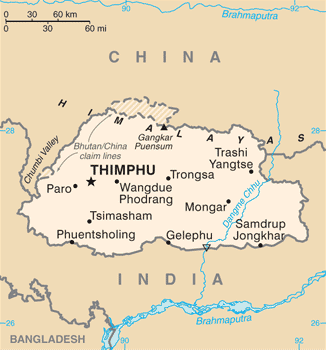
Bản đồ Bhutan

- Chhukha
- Damphu
- Gasa Dzong
- Geylegphug
- Ha
- Jakar
- Lhuntshi
- Mongar
- Paro
- Pemagatsel
- Phuntsholing
- Punakha
- Samchi
- Samdrup Jongkhar
- Shemgang
- Taga Dzong
- Thimphu
- Tashigang
- Tongsa
- Wangdiphodrang

## 10 thành phố lớn nhất
1. Thimphu - 62.500 dân
2. Phuntsholing - 60.400 dân
3. Punakha - 21.500 dân
4. Samdrup Jongkhar - 13.800 dân
5. Geylegphug - 6.700 dân
6. Paro - 4.400 dân
7. Tashigang - 4.400 dân
8. Wangdiphodrang - 3.300 dân
9. Taga Dzong - 3.100 dân
10. Tongsa - 2.300 dân